# Itogapuques
Os itogapuques, também chamados ntogapides e ntogapigues, são um grupo indígena que habita as margens do rio Madeirinha (um afluente do rio Roosevelt), no estado do Amazonas, no Brasil.